# واسیلی ژیتارف
واسیلی ژیتارف (انگلیسی: Vasily Zhitarev; ۱۳ ژانویهٔ ۱۸۹۱ – ۱۳ آوریل ۱۹۶۱) بازیکن فوتبال اهل روسیه بود.
از باشگاه‌هایی که در آن بازی کرده‌است می‌توان به باشگاه فوتبال دینامو مسکو اشاره کرد.
وی همچنین در تیم ملی فوتبال امپراتوری روسیه بازی کرده‌است.